# Özlem Alıcı
Özlem Alıcı (* 20. April 1990 in Göle als Özlem Kaya) ist eine türkische Leichtathletin, die im Mittelstrecken- und Hindernislauf an den Start geht.

## Sportliche Laufbahn
Erste international Erfahrungen sammelte Özlem Alıcı im Jahr 2011, als sie bei den U23-Europameisterschaften in Ostrava in 10:12,05 min den elften Platz belegte. Im Jahr darauf schied sie bei den Europameisterschaften in Helsinki mit 10:11,69 min im Vorlauf aus und qualifizierte sich zudem für die Teilnahme an den Olympischen Sommerspielen in London, bei denen sie aber mit 10:03,52 min den Finaleinzug verpasste. Im Jahr darauf konnte sie nicht mit der immer besserwerdenden Spitze in Europa mithalten und verbuchte keinen nennenswerte Ergebnisse mehr. 2014 belegte sie in 4:27,62 min den vierten Platz im 1500-Meter-Lauf bei den Balkan-Meisterschaften in Pitești und gewann dort in 9:47,34 min die Silbermedaille im Hindernislauf. Anschließend gelangte sie bei den Europameisterschaften in Zürich bis ins Finale und erreichte dort nach 10:06,68 min Rang 14. 2015 gewann sie in 9:04,41 min die Bronzemedaille im 3000-Meter-Lauf bei den Balkan-Hallenmeisterschaften in Istanbul und anschließend schied sie über diese Distanz mit 9:14,35 min im Vorlauf der Halleneuropameisterschaften in Prag aus. Im Sommer nahm sie im Hindernislauf an der Sommer-Universiade im südkoreanischen Gwangju teil und gewann dort in 9:37,79 min die Bronzemedaille hinter den Russinnen Jekaterina Sokolenko und Natalja Wlassowa. Anschließend startete sie bei den Weltmeisterschaften in Peking teil und erzielte dort im Vorlauf eine neue persönliche Bestleistung, mit der sie bis ins Finale gelangte und sich dort mit 9:34,66 min auf Rang 13 klassierte. Im Jahr darauf gewann sie bei den Balkan-Hallenmeisterschaften in Istanbul in 9:17,64 min erneut die Bronzemedaille über 3000 m und Anfang Juli gewann sie bei den Europameisterschaften in Amsterdam in 9:35,05 min die Bronzemedaille hinter der Deutschen Gesa Felicitas Krause und Luiza Gega aus Albanien. Anschließend nahm sie erneut an den Olympischen Spielen in Rio de Janeiro teil und verpasste dort mit 9:32,03 min den Finaleinzug. Im Oktober wurde sie beim Darica-Halbmarathon in 1:16:23 h Dritte.
In der Hallensaison 2017 konnte sich Kaya über 1500 für die Halleneuropameisterschaften in Belgrad qualifizieren, schied dort aber mit 4:20,37 min bereits im Vorlauf aus. Mitte Mai belegte sie bei den Islamic Solidarity Games in Baku in 9:41,27 min den sechsten Platz im Hindernislauf und anschließend schied sie bei den Weltmeisterschaften in London mit 9:37,06 min im Vorlauf aus. Daraufhin startete sie erneut bei den Studentenweltspielen in Taipeh und gewann dort in 9:52,59 min erneut die Bronzemedaille, diesmal hinter ihrer Landsfrau Tuğba Güvenç und Viktória Wagner-Gyürkés aus Ungarn. Im Jahr darauf gewann sie in 4:22,48 min die Silbermedaille über 1500 m bei den Balkan-Hallenmeisterschaften in Istanbul. Im Juni wurde sie in 9:39,43 min Fünfte bei den Mittelmeerspielen in Tarragona und anschließend schied sie bei den Europameisterschaften in Berlin mit 9:35,47 min im Vorlauf aus. 2019 schied sie bei den Halleneuropameisterschaften in Glasgow mit 4:29,50 min in der Vorrunde über 1500 m aus und siegte dann Anfang September in 9:54,28 min bei den Balkan-Meisterschaften in Prawez. Anschließend startete sie ein weiteres Mal bei den Weltmeisterschaften in Doha und schied dort mit 9:48,08 min im Vorlauf aus. 2021 klassierte sie sich bei den Balkan-Meisterschaften in Smederevo mit 10:04,40 min auf dem fünften Platz im Hindernislauf und 2022 wurde sie bei den Balkan-Hallenmeisterschaften in Istanbul in 9:19,48 min Vierte über 3000 m. Im Dezember gelangte sie bei den Crosslauf-Europameisterschaften in Turin nach 29:05 min auf Rang 42 im Einzelrennen. 2024 wurde sie bei den Europameisterschaften in Rom nach 1:16:04 h 56. im Halbmarathon und im Dezember landete sie bei den Crosslauf-EM in Antalya nach 28:38 min auf dem 72. Platz im Einzelbewerb.
In den Jahren 2019 und 2021 wurde Alıcı türkische Meisterin über 3000 m Hindernis sowie 2010 über 3000 m und 2014 im 1500-Meter-Lauf. Zudem wurde sie 2017 Hallenmeisterin im 800-Meter-Lauf. 2022 heiratete sie den türkischen Nationaltrainer Yusuf Alıcı und startet seitdem unter neuem Namen.

## Persönliche Bestleistungen
- 800 Meter: 2:04,48 min, 3. September 2016 in Ankara
  - 800 Meter (Halle): 2:07,07 min, 10. Februar 2017 in Istanbul
- 1500 Meter: 4:19,66 min, 19. Juli 2014 in Izmir
  - 1500 Meter (Halle): 4:12,55 min, 17. Februar 2017 in Istanbul
- 3000 Meter: 9:02,84 min, 23. Mai 2016 in Mersin
  - 3000 Meter (Halle): 9:04,41 min, 21. Februar 2015 in Istanbul
- Halbmarathon: 1:13:34 h, 28. April 2024 in Istanbul
- 3000 m Hindernis: 9:30,23 min, 24. August 2015 in Peking